# Yoshiyuki Abe
Yoshiyuki Abe (jap. 阿部 良之 Abe Yoshiyuki; * 15. August 1969 in der Präfektur Osaka) ist ein ehemaliger japanischer Radrennfahrer.

## Karriere
Yoshiyuki Abe war von 1996 bis 2011 als Elite-Rennfahrer aktiv. In diesen Jahren wurde er viermal japanischer Meister im Einzelzeitfahren sowie im Straßenrennen. 1997 entschied er als bisher einziger Japaner den Japan Cup für sich (Stand 2016). 2000 startete Abe im olympischen Straßenrennen der Olympischen Sommerspiele in Sydney, konnte es aber nicht beenden. 2003 gewann er die China-Rundfahrt. Bei den Asienspielen 2006 errang er gemeinsam mit Kazuya Okazaki, Satoshi Hirose und Kazuhiro Moridie die Bronzemedaille im Mannschaftszeitfahren. Ende der Saison 2011 beendete er seine Karriere.

## Erfolge
1996
- eine Etappe Polen-Rundfahrt

1997
- Japanischer Meister – Straßenrennen
- Japan Cup

1999
- Japanischer Meister – Einzelzeitfahren

2000
- Japanischer Meister – Einzelzeitfahren
- Japanischer Meister – Straßenrennen

2003
- Gesamtwertung China-Rundfahrt

2006
- Asienspiele – Mannschaftszeitfahren

## Teams
- 1996 Ceramiche Panaria-Vinavil
- 1997 Mapei
- 1999 Shimano Racing
- 2000 Shimano Racing
- 2001 Colpack-Astro
- 2003 Shimano Racing
- 2004 Skil-Shimano|Shimano Racing
- 2005 Shimano-Memory Corp
- 2006 Skil-Shimano
- 2007 Skil-Shimano
- 2008 Skil-Shimano
- 2009 Shimano Racing
- 2010 Team Matrix Powertag
- 2011 Matrix Powertag
- 2013 Team Avel